# Marko Arnautović
Marko Arnautović (Beč, 19. travnja 1989.) austrijski je nogometaš koji igra na poziciji napadača. Trenutačno igra za Crvenu zvezdu i austrijsku reprezentaciju.

## Igračka karijera
Arnautović je karijeru započeo u rodnoj Austriji igrajući u mlađim momčadima za nekoliko klubova u području Beča prije nego što je 2006. potpisao ugovor s nizozemskim klubom Twente. Otac mu je Srbin, a majka Austrijanka.
Impresionirao je na De Grolsch Vesteu, a nakon sjajne sezone 2008./09. pridružio se talijanskom velikanu Inter Milanu na posudbi, gdje je zbog ozljede odigrao samo tri utakmice. U lipnju 2010. pridružio se njemačkom Werder Bremenu i postao redoviti član prve momčadi. U rujnu 2013. Arnautović se pridružio engleskom Stoke Cityju, gdje je postigao 26 golova u 145 nastupa. 
U srpnju 2017. pridružio se West Ham Unitedu za 20 milijuna funti i osvojio nagradu „Čekićar godine” u svojoj debitantskoj sezoni. Za West Ham postigao je 22 gola u 65 utakmica tijekom dvije sezone prije nego što se pridružio Shanghai SIPG-u za 22,4 milijuna funti u srpnju 2019. Arnautović se vratio u Europu kako bi se pridružio talijanskom klubu Bologni u kolovozu 2021. Od 2023. do 2025. je igrao za Inter Milan. U srpnju 2025. prešao je u Crvenu zvezdu.

## Reprezentativna karijera
Kao reprezentativac s preko 120 nastupa za Austriju od 2008., Arnautović je igrač s najviše nastupa i drugi najbolji strijelac u povijesti reprezentacije, iza Tonija Polstera. Bio je dio momčadi koja se kvalificirala na Europsko prvenstvo 2016., 2020. i 2024. Proglašen je austrijskim nogometašem godine 2018. godine. 